# Riadh Jelassi
Riadh Jelassi (en árabe: رياض جلاسي‎; Tebourba, Túnez, 7 de julio de 1971) es un exfutbolista de Túnez que jugaba en la posición de delantero centro.

## Carrera

### Club
| Periodo   | Club          |
| --------- | ------------- |
| 1988-1991 | JS Tebourba   |
| 1992-1998 | ES Sahel      |
| 1998-1999 | Al-Rayyan SC  |
| 1999-2000 | Club Africain |
| 2000-2001 | Al-Shabab FC  |
| 2001-2002 | Club Africain |
| 2002-2004 | ES Tunis      |

### Selección nacional
Jugó para Túnez en 20 ocasiones de 1996 a 2002 y anotó cinco goles; participó en dos ediciones de la Copa Mundial de Fútbol y en la Copa Africana de Naciones 1998.
| # | Fecha      | Sede                              | Rival   | Marcador | Resultado | Torneo                                                  |
| - | ---------- | --------------------------------- | ------- | -------- | --------- | ------------------------------------------------------- |
| 1 | 10-11-1996 | Accra Sports Stadium, Acra, Ghana | Liberia | 1–0      | 1–0       | Clasificación para la Copa Mundial de Fútbol de 1998    |
| 2 | 13-7-1997  | Stade El Menzah, Tunis            | Guinea  | 1–0      | 1–0       | Clasificación para la Copa Africana de Naciones de 1998 |
| 3 | 9-8-1997   | Stade El Menzah, Tunis            | Nigeria | 2–0      | 2–0       | Copa LG                                                 |
| 4 | 2-6-2001   | Stade Omar Bongo, Libreville      | Gabón   | 1–1      | 1–1       | Clasificación para la Copa Africana de Naciones de 2002 |
| 5 | 1-7-2001   | Stade El Menzah, Tunis            | Congo   | 6–0      | 6–0       | Clasificación para la Copa Mundial de Fútbol de 2002    |

## Logros
- CLP-1: 1997, 2003, 2004
- Copa de Catar: 1999
- Copa de Túnez: 1996
- Copa CAF: 1995
- Recopa Africana: 1997
- Recopa de la AFC: 2001
- Supercopa Árabe: 2001